# Муна (приток Лены)
Муна (в верховье Улахан-Муна) — река в Жиганском и Оленёкском районах Якутии, левый приток Лены. Длина — 715 км, площадь водосборного бассейна — 30 100 км².
Высота истока около 440 м. Течёт по глубокой долине по северо-восточной окраине Среднесибирского плоскогорья. Высота устья — 23 м.
Питание снеговое и дождевое. Половодье с конца мая по июнь, летом бывают паводки. Река замерзает в декабре и остаётся под ледяным покровом до начала мая.

## Притоки
Реки перечислены по порядку от устья к истоку:
- 16 км: Хахчан
- 18 км: Сюгюрэмнээх
- 30 км: Лонхоордоох
- 42 км: Верхний Талкылаах-Юрэгэ
- 43 км: Киэнг-Аппа
- 46 км: Ыынгыр-Хайа-Юрэгэ
- 50 км: река без названия
- 53 км: Тирэхтээх
- 57 км: Чайдаах-Арыытын-Юрэгэ
- 76 км: Дабылалаах-Юрэгэ
- 90 км: Эсэ-Тирэхтээх
- 112 км: Билир-Юрэгэ
- 121 км: Чуостаах-Юрэх
- 126 км: Тирэхтээх-Юрэгэ
- 132 км: Дьэрэкээннээх
- 162 км: Тирэхтээх-Юрэх
- 169 км: река без названия
- 179 км: Бииллээх
- 202 км: Дойду-Муна-Юрэгэ
- 212 км: Туораахы
- 218 км: Алысардаах-Муна-Юрэгэ
- 223 км: Самыыр-Юрэх
- 229 км: Северная
- 244 км: Отуулаах-Юрэх
- 254 км: река без названия
- 261 км: Сыырдаах-Юрэх
- 266 км: Таба-Дьиэлээх
- 267 км: Мунакан
- 284 км: Токур-Юрэх
- 287 км: Тюптэрээх
- 301 км: Чоппо
- 303 км: Уолба-Юрэгэ
- 310 км: Бардамакаат
- 318 км: Бэрэ-Юрэх
- 326 км: Тогус-Юрэх
- 330 км: Хос-Юрэх
- 354 км: Оччугуй-Макар-Юрэх
- 355 км: Улахан-Макар-Юрэх
- 360 км: Алын-Онгхойдоох
- 370 км: река без названия
- 370 км: Кусаган-Юрэх
- 373 км: Онгхойдоох
- 380 км: Улахан-Тумуллаах
- 386 км: Боё-Юрэгэ
- 389 км: река без названия
- 390 км: Тумуллаах
- 392 км: Оччугуй-Тумуллаах
- 398 км: Алын-Хос-Тёрюттээх
- 401 км: Хос-Тёрюттээх
- 407 км: Михайло-Юрэгэ
- 414 км: Эгэлиндэ
- 418 км: Таба-Дьиэлээх
- 424 км: Ыраас-Юрэх
- 426 км: Баргыдаммыт
- 430 км: Тугут-Баайар
- 444 км: Ыраах
- 445 км: Чукар
- 453 км: река без названия
- 455 км: Саарба-Бэйэлээх
- 457 км: Онгхойдоох
- 467 км: Улахан-Онгкучах
- 469 км: река без названия
- 474 км: река без названия
- 474 км: Саха-Бысыта
- 481 км: Онгкучах
- 482 км: река без названия
- 484 км: река без названия
- 492 км: река без названия
- 494 км: река без названия
- 496 км: Тирэхтээх
- 507 км: река без названия
- 512 км: Улахан-Онгхойдоох
- 513 км: Оччугуй-Онгхойдоох
- 516 км: Далыр
- 525 км: Умогур
- 527 км: Чуостаах
- 534 км: река без названия
- 542 км: Таба-Дьиэлээх
- 546 км: река без названия
- 552 км: Дьуйапты
- 561 км: Даалдыкаан
- 592 км: река без названия
- 597 км: Уулаах-Муна
- 647 км: Алыы-Муна
- 658 км: река без названия
- 668 км: Тэнкэ-Муна
- 690 км: Орто-Муна
- 700 км: река без названия